# خشب بري بريطاني
الأخشاب البرية البريطانية أو ببساطة الأخشاب البرية، هو المشهد الطبيعي الذي تطور عبر أجزاء رئيسية من إنجلترا بعد العصر الجليدي الأخير. لم تتأثر هذه الغابات بعد بالتدخل البشري، وكانت موطنًا للعديد من الأنواع التي لم يتم العثور عليها الآن في إنجلترا، مثل الأيائل والدببة البنية. بدءًا من العصر الحجري الحديث، أفسح هذا الخشب البري المجال تدريجيًا لفتح السهول والحقول مع زيادة عدد السكان وبدأوا في استغلال الأرض وتطويرها لصالحهم.
تنحدر معظم مناطق الغابات التي تبقى في إنجلترا من الأخشاب البرية الأصلية، ولكنها الآن في حالة شبه طبيعية بسبب إدارتها والتحكم فيها، بما في ذلك كمصدر للأخشاب. هذه تعرف باسم الغابات القديمة. يعتقد أن الأخشاب البرية الحقيقية لم تعد موجودة في المملكة المتحدة.

## روابط خارجية
- "Ancient Woodland". Woodlands.co.uk blog. مؤرشف من الأصل في 2017-11-03. اطلع عليه بتاريخ 2013-05-04.
- Ben Aldiss (30 يونيو 2006). "Making Hay". www.tes.co.uk. TES. مؤرشف من الأصل في 2020-10-14. اطلع عليه بتاريخ 2013-05-12.